# Galerie sportovních trofejí Adama Małysze
Galerie sportovních trofejí Adama Malysze, polsky Galeria Sportowych Trofeów Adama Małysza nebo Galeria "Sportowe Trofea Adama Małysza", je soukromé muzeum vystavující sportovní trofeje a další také věci související se sportovními úspěchy polského skokana na lyžích Adama Henryka Malysze. Galerie se nachází na levém břehu řeky Visly ve městě Visla v okrese Těšín v Malopolském vojvodství v jižním Polsku.

## Vystavované exponáty
Mezi exponáty se nachází olympijské medaile ve skocích na lyžích ze zimních olympiád v Salt Lake City (2002) a Vancouveru (2010), medaile z FIS Mistrovství světa v klasickém lyžování v letech 2001 až 2011, Křišťálové globusy/koule za vítězství ve Světovém poháru ve skocích na lyžích v sezónách: 2000/2001, 2001/2002, 2002/2003 a 2006/2007, stejně jako další národní a mezinárodní trofeje. Vystaveny jsou také prvky vybavení skokana na lyžích, např. kombinézy, lyže, helmy aj.

## Další informace
Muzeum je otevřeno po celý rok kromě pondělí. Vstup je zpoplatněn.

## Galerie

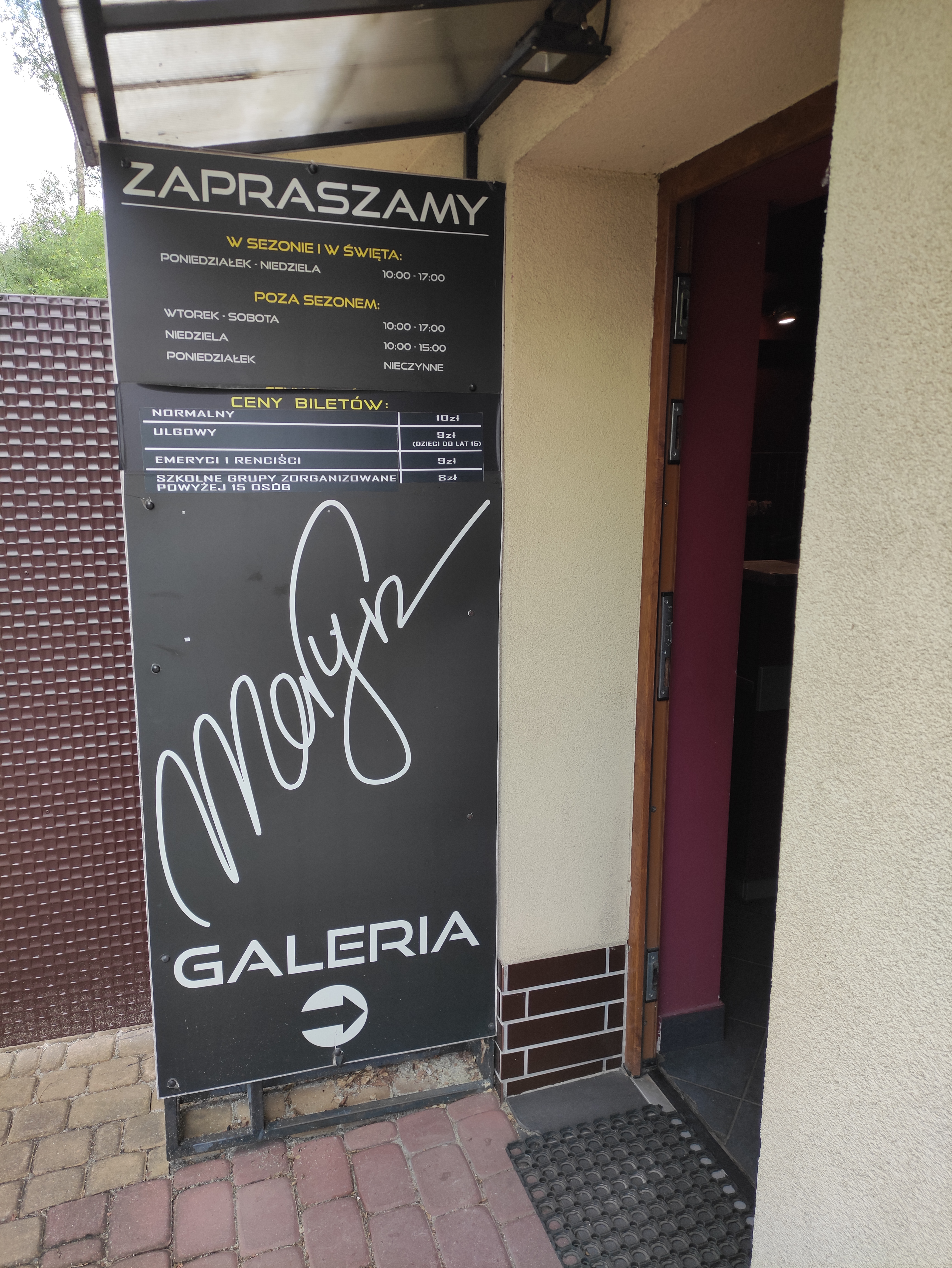
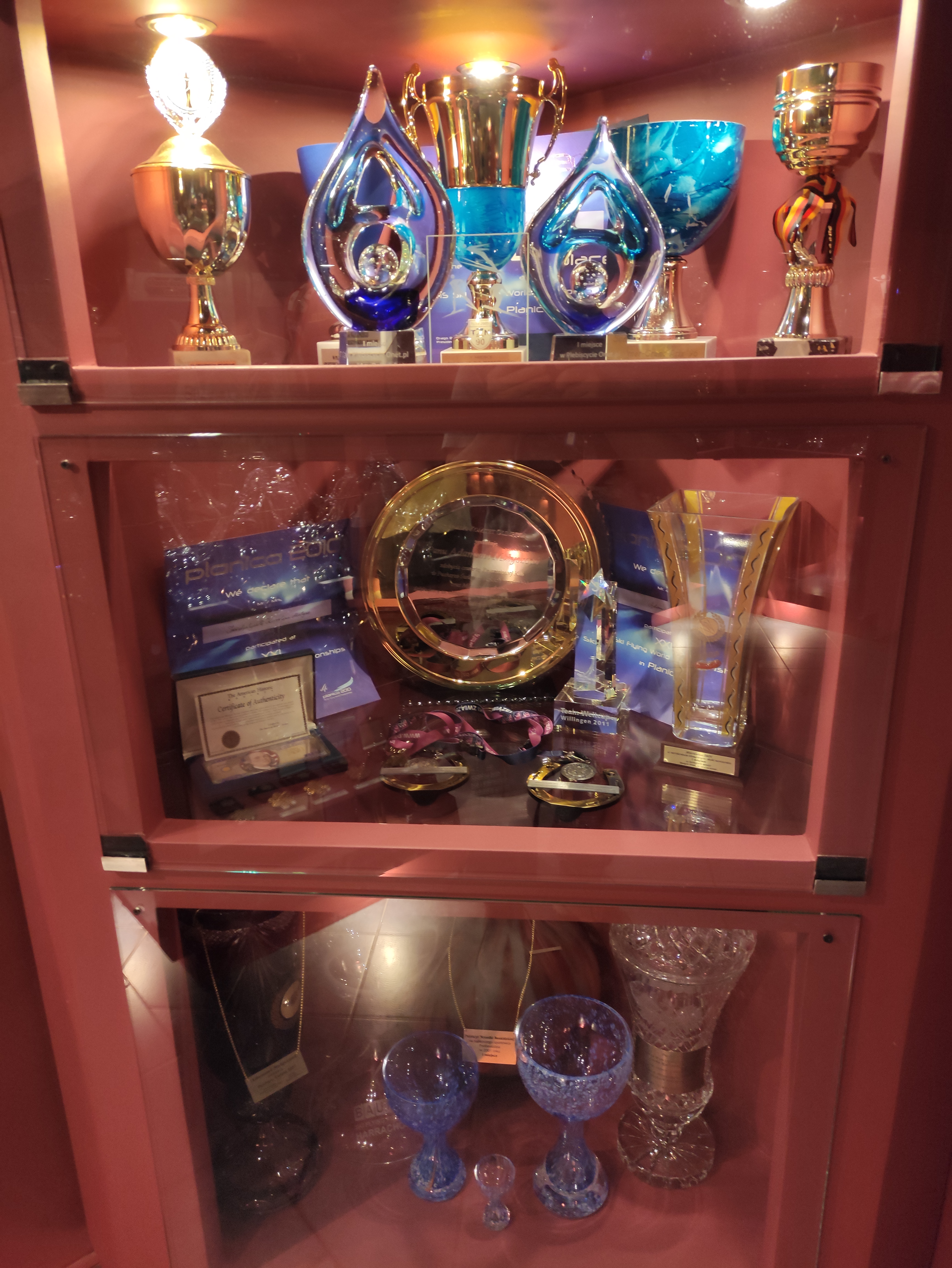
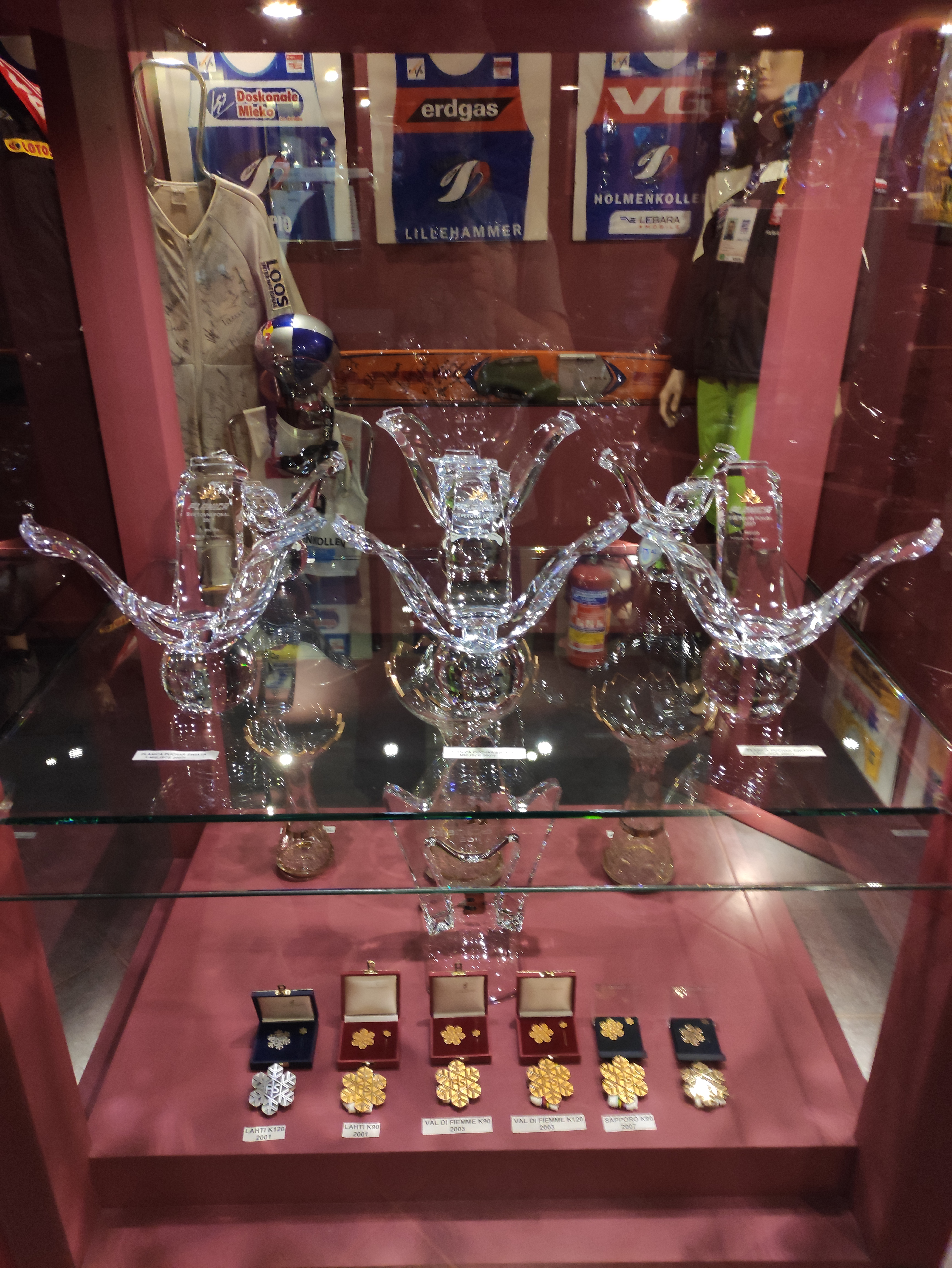
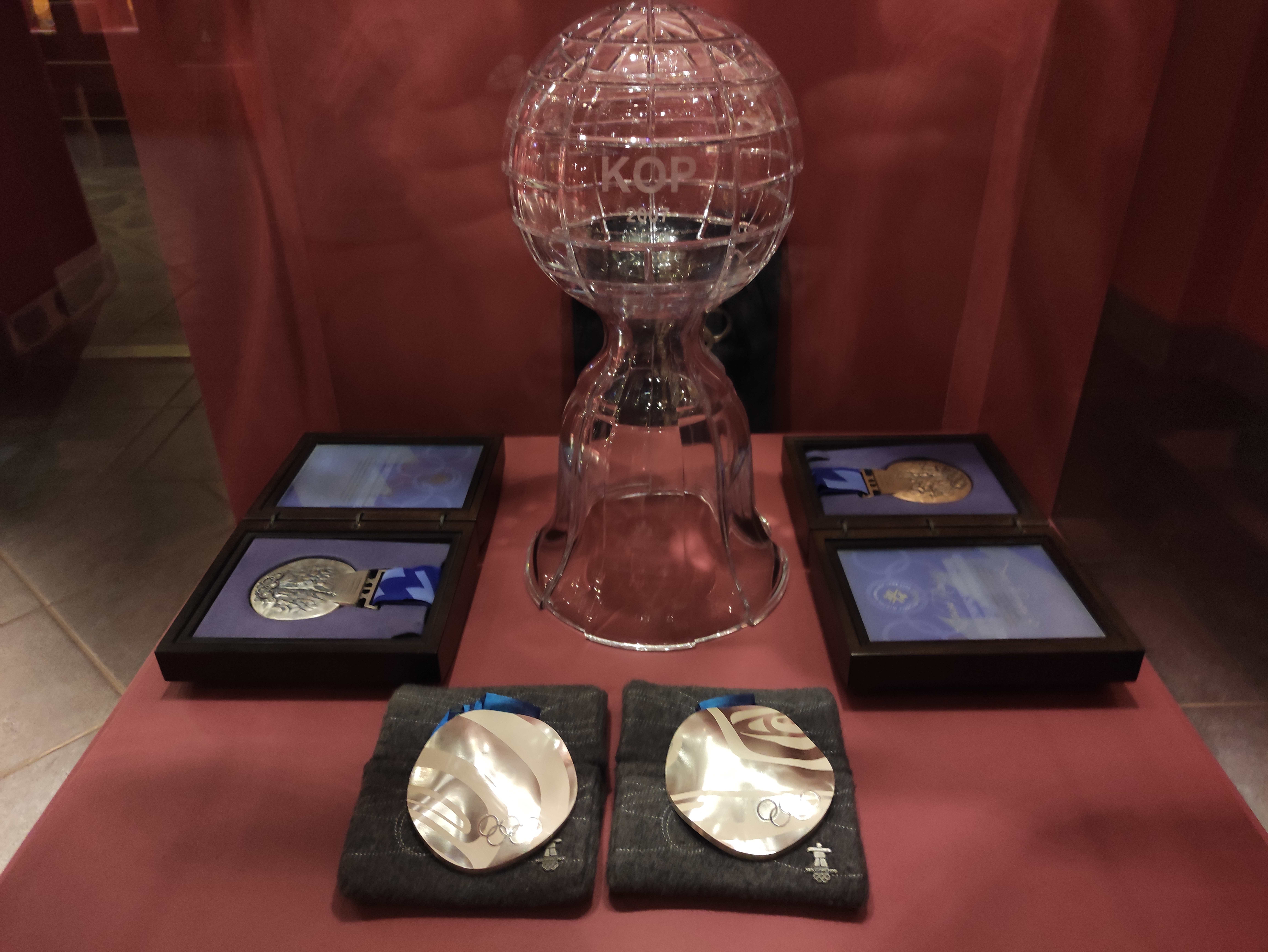
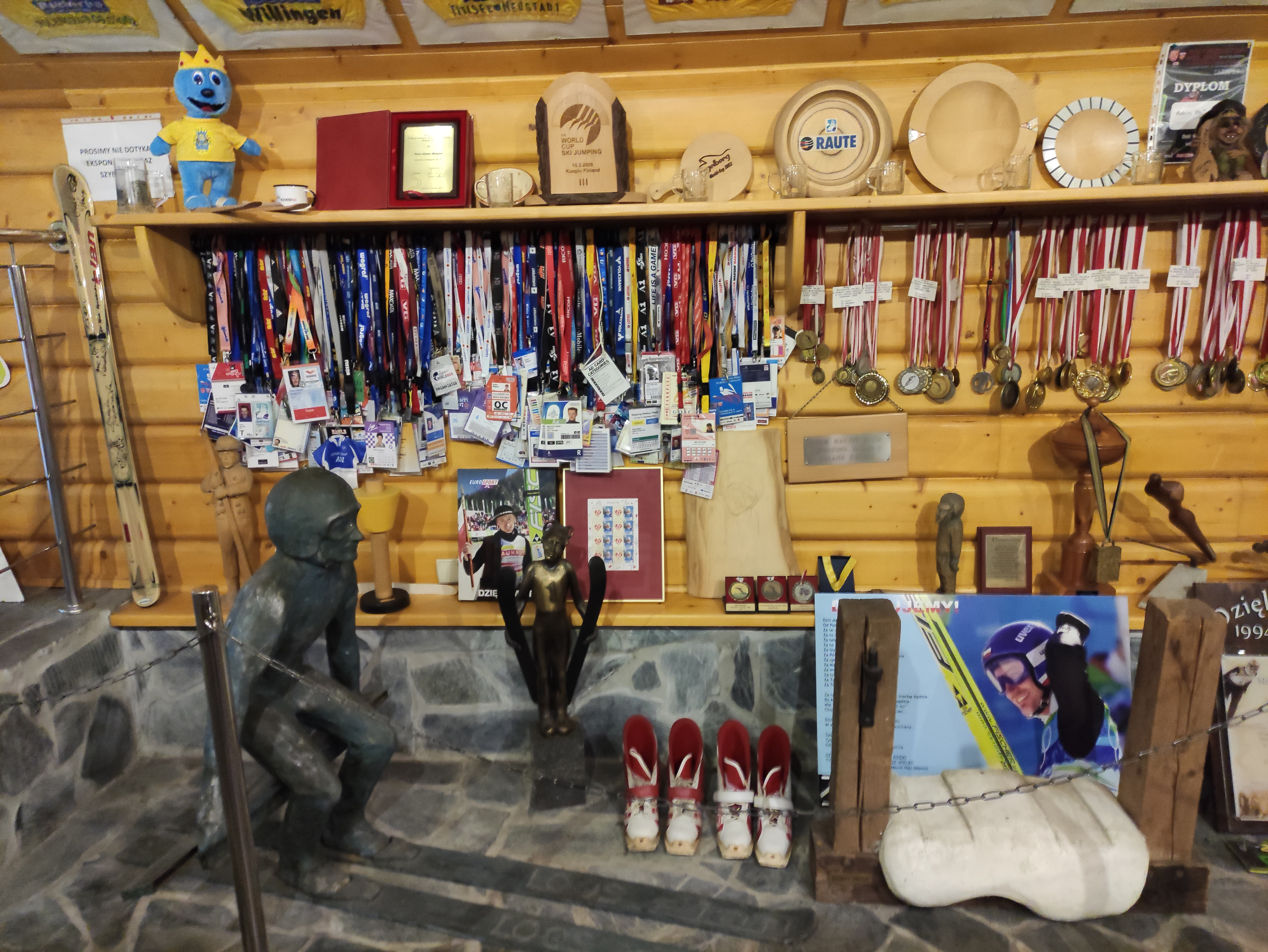